# Izquierda laica
Izquierda laica es un término que engloba a personas, grupos, asociaciones y partidos políticos de ideología de izquierda política y laica.

## Origen del término y principios ideológicos
El término izquierda laica se atribuye al polaco Adam Michnik en los años 1970.
La izquierda laica defiende principios como la separación iglesia-estado, el estado aconfesional y/o laico y una educación libre de la religión. Aunque presenta matices distintos no se considera opuesta a la izquierda religiosa; así, muchos miembros de la izquierda religiosa también apoyan la separación iglesia-estado.

## Partidos políticos y organizaciones de la Izquierda laica
En México
- Izquierda Democrática Nacional, IDN, es una corriente del PRD que se autocalifica como izquierda laica en México.[2]

En Estados Unidos
- TheocracyWatch es uno de los proyectos auspiciado por el Center for Religion, Ethics and Social Policy (CRESP), organización sin ánimo de lucro dependiente de la Universidad Cornell, Nueva York, Estados Unidos. Una de sus preocupaciones es el ascenso de la derecha religiosa en el Partido Republicano que, según esta organización, defendería bajo la doctrina del denominado Dominionismo la creación de una teocracia.[3]

- People for the American Way es una organización sin ánimo de lucro, de carácter progresista y liberal de defensa los principios fundadores de los Estados Unidos. Esta organización defiende tanto la lucha contra la intolerancia, los matrimonios homosexuales, como la absoluta libertad religiosa.[4]